# 톰 그린
톰 그린(Tom Green, 1971년 7월 30일 ~ )는 캐나다의 배우이다.

## 출연 작품
- 아이언 스카이2: 더 커밍 레이스 (2019)
- 업로디드 (2016)
- 파티 올 나잇 (2016)
- 슈퍼 프렌즈 (2015)
- 스웨어넷: 더 무비 (2014)
- 디 어프렌티스 (2004)
- 그라인드 (2003)
- 카슨 데일리 쇼 (2002)
- 스틸링 하바드 (2002)
- 프레디 갓 핑거드 (2001)
- 미녀 삼총사 (2000)
- 로드 트립 (2000)
- 더 레이트 레이트 쇼 위드 크레이그 킬본 (1999)
- 슈퍼스타 (1999)
- 더 데일리 쇼 위드 존 스튜어트 (1996)
- 올 댓 (1994)